# Nakajima Takuma
Takuma Nakajima (sinh ngày 3 tháng 4 năm 1995) là một cầu thủ bóng đá người Nhật Bản.

## Sự nghiệp câu lạc bộ
Takuma Nakajima đã từng chơi cho Azul Claro Numazu.